# Kaarlo Hiltunen
Kaarlo Hiltunen (16 de enero de 1910 – 8 de julio de 2006) fue un coreógrafo, actor y director teatral y televisivo finlandés.

## Biografía
Su nombre completo era Kaarlo Armas Hiltunen, y nació en Helsinki, Finlandia, siendo sus padres Karl Fredrik Hiltunen y María Laine. Cursó estudios de secundaria en Lohja y se formó en la Academia de Teatro de Helsinki (Suomen Näyttämöopisto) en los años 1928–1930. Empezó su carrera como actor teatral en el Kaupunginteatteri de Víborg en 1930. Posteriormente actuó en el Kansanteatteri de Helsinki (1933–1934), en el Teatro de Turku (1934–1935), y como bailarín en la Ópera Nacional de Finlandia (1935–1936). Volvió a su faceta de actor en Kaupunginteatteri de Kotka (1936–1938) y en el Teatro de Pori (1939–1940).
Entre 1940 y 1950, Hiltunen trabajó como bailarín, director y coreógrafo en la Ópera Nacional de Finlandia. En 1953–1955 fue director del Työväen Teatteri de Jyväskylä, y en 1957–1959 del Kaupunginteatteri de Lahti. Por otra parte, en 1960 Hiltunen empezó un período como director de MTV-Teatteri, produciendo espectáculos para la televisión. Hasta 1970 trabajó para MTV3 en producciones como la serie Havukka-ahon ajattelija (1971), además de diseñar las coreografías de los programas dirigidos por él.
Hiltunen interpretó papeles de reparto en doce películas rodadas entre 1938 y 1958, entre ellas la dirigida por Erkki Uotila Sinä olet kohtaloni (1945), en la que actuaba Mirjami Kuosmanen. Como bailarín apareció en tres cintas, aunque sin figurar en los créditos: Poretta eli Keisarin uudet pisteet (1941), Ryhmy ja Romppainen (1941) y Herra ja ylhäisyys (1944).
Además de su trabajo artístico, Hiltunen fue también presidente de la Asociación de Artistas de danza y circo finlandeses (Suomen Tanssitaiteilijain Liitto) en 1948–1949 y en 1950–1951.
Kaarlo Hiltunen falleció en Helsinki en el año 2006. Había estado casado con la actriz Eija Hiltunen.

## Filmografía (selección)

### Actor
- 1938 : Poikamiesten holhokki
- 1938 : Markan tähden
- 1938 : Rykmentin murheenkryyni
- 1939 : Hätävara
- 1939 : Helmikuun manifesti
- 1939 : Halveksittu
- 1939 : Aktivistit
- 1939 : Avoveteen
- 1945 : Sinä olet kohtaloni
- 1950 : Kaunis Veera eli Ballaadi Saimaalta
- 1957 : Rakas varkaani
- 1958 : Autuas eversti

### Coreógrafo
- 1948 : Läpi usvan
- 1950 : Kaunis Veera eli Ballaadi Saimaalta
- 1951 : Rion yö
- 1951 : Tytön huivi

### Director televisivo
- 1965 : Päällysviitta
- 1965 : Mies joka nai mykän vaimon
- 1965 : Leikkikumppanukset
- 1971 : Havukka-ahon ajattelija
- 1973 : Lennokki
- 1974 : Olemisen kovat lait